# ФК Банат Зрењанин
ФК Банат Зрењанин је био српски фудбалски клуб из Зрењанина. Последња такмичарска сезона била је 2015/16. када је клуб наступао у Српској лиги Војводина, трећем такмичарском нивоу српског фудбала, где су сезону завршили као претпоследњи тим. Убрзо након тога, у августу 2016. године, саопштено је да се клуб повлачи из Српске лиге а убрзо након тога клуб престаје да постоји.

## Историја
Клуб је основан 2006. године. Настао је спајањем Будућности из Банатског Двора и школе фудбала Пролетера из Зрењанина након што је ФК Пролетер угашен 11. децембра 2005. Спајање је обављено 25. јануара 2006, али је клуб под овим именом почео да се такмичи тек шест месеци касније. Пошто је Банат преузео резултате Будућности, која је била прволигаш (тада Србије и Црне Горе), такмичење у сезони 2006/07. је почео у Суперлиги Србије, када заузима 9. место. Такође исте сезоне стиже до полуфинала Купа Србије, где је поражен од Војводине 1:0. Клуб сезону 2007/08. завршава на претпоследњем 11. месту и првобитно је требало да испадне, али након повлачења Младости Апатин Банат ипак остаје у Суперлиги, али већ сезону 2008/09. завршава на последњем 12, месту и испада у нижи ранг, Прву лигу. Исте сезоне 2008/09. по други пут стиже до полуфинала Купа, где га је на домаћем терену победио Партизан са 1:0. Прву сезону у Првој лиги завршава на 11. месту, а 2010/11. на 4. месту. Банат се у сезони 2011/12. борио за опстанак и сезону завршио на 14. месту, док је у сезони 2012/13. ипак испао у нижи ранг.

## Новији резултати
| Сезона   | Ранг | Лига                  | Позиција | ИГ | Д  | Н  | П  | ГД | ГП | ГР  | Бод | Куп                  |
| -------- | ---- | --------------------- | -------- | -- | -- | -- | -- | -- | -- | --- | --- | -------------------- |
| 2006/07. | 1    | Суперлига Србије      | 9.       | 32 | 12 | 6  | 14 | 36 | 44 | -8  | 42  | Полуфинале           |
| 2007/08. | 1    | Суперлига Србије      | 11.      | 33 | 6  | 10 | 17 | 34 | 57 | -23 | 28  | Четвртфинале         |
| 2008/09. | 1    | Суперлига Србије      | 12.      | 33 | 7  | 10 | 16 | 21 | 40 | -19 | 31  | Полуфинале           |
| 2009/10. | 2    | Прва лига Србије      | 10.      | 34 | 11 | 12 | 11 | 31 | 28 | +3  | 45  | Осмина финала        |
| 2010/11. | 2    | Прва лига Србије      | 4.       | 34 | 15 | 11 | 8  | 41 | 31 | +10 | 56  | Претколо             |
| 2011/12. | 2    | Прва лига Србије      | 14.      | 34 | 9  | 14 | 11 | 35 | 41 | -6  | 41  | Осмина финала        |
| 2012/13. | 2    | Прва лига Србије      | 15.      | 34 | 9  | 8  | 17 | 30 | 47 | -17 | 35  | Претколо             |
| 2013/14. | 3    | Српска лига Војводина | 9.       | 30 | 10 | 7  | 13 | 27 | 30 | -3  | 37  | Шеснаестина финала   |
| 2014/15. | 3    | Српска лига Војводина | 11.      | 30 | 8  | 12 | 10 | 30 | 29 | +1  | 36  | Није се квалификовао |
| 2015/16. | 3    | Српска лига Војводина | 15.      | 30 | 6  | 9  | 15 | 19 | 36 | -17 | 21  | Није се квалификовао |

## Тренери
| Година     | Име и презиме      |
| ---------- | ------------------ |
| 2006–2007. | Никола Ракојевић   |
| 2007.      | Петар Курћубић     |
| 2007–2008. | Жарко Солдо        |
| 2008.      | Љубинко Друловић   |
| 2008.      | Владимир Стевић    |
| 2008.      | Саша Николић       |
| 2008–2009. | Момчило Раичевић   |
| 2009.      | Жарко Солдо        |
| 2009–2010. | Славенко Кузељевић |

| Година     | Име и презиме      |
| ---------- | ------------------ |
| 2011.      | Милан Будисављевић |
| 2011.      | Данило Бјелица     |
| 2011.      | Милан Будисављевић |
| 2011–2012. | Радивоје Драшковић |
| 2012.      | Миодраг Радановић  |
| 2012.      | Зоран Јанковић     |
| 2013.      | Драган Лацмановић  |
| 2013.      | Јово Симанић       |
| 2014–2016. | Марко Гутеша       |

## Познати бивши играчи
- Зоран Тошић
- Александар Чаврић
- Филип Стојковић
- Огњен Ожеговић
- Срђан Баљак
- Дејан Османовић